# تاسکامبیا (آلاباما)
تاسکامبیا (به انگلیسی: Tuscumbia) شهرکی در شهرستان کولبرت ایالت آلاباما است که مساحت آن ۲۲٫۷۷ کیلومترمربع است و در سرشماری سال ۲۰۱۰ میلادی، ۸٬۴۲۳ نفر جمعیت داشته و تراکم جمعیتی آن، ۳۶۹٫۹۲ نفر در کیلومترمربع بوده است.